# 敏麻蜥
敏麻蜥（学名：Eremias arguta）为蜥蜴科麻蜥属的爬行动物。分布于蒙古、俄罗斯、哈萨克斯坦、吉尔吉斯斯坦、乌兹别克斯坦、阿塞拜疆、乌克兰、摩尔达维亚、亚美尼亚、罗马尼亚、土耳其、伊朗以及中国大陆的新疆等地，多生活于新疆天山山地的羽茅、灰蒿荒漠草原以及栖息在喀什谷地的丘陵阳坡。

## 亚种
- 敏麻蜥指名亚种（学名：Eremias arguta arguta），彼得·西蒙·帕拉斯于1773年命名。分布于哈萨克斯坦以及中国大陆的新疆等地。[2]
- 敏麻蜥东方亚种（学名：Eremias arguta potanini），Bedriaga于1922年命名。分布于蒙古、哈萨克斯坦以及中国大陆的新疆等地。[3]

## 保护
本种于2023年被收录入《有重要生态、科学、社会价值的陆生野生动物名录》。